# Pneumocystidomycetes
Pneumocystidomycetes es una clase de hongos de la división Ascomycota y subdivisión Taphrinomycotina que contiene un único orden (Pneumocystidales), una única familia (Pneumocystidaceae) y un único género (Pneumocystis).
Todos sus representantes son levaduras que parasitan los pulmones de los animales vertebrados especialmente mamíferos.
Son conocidos por causar la neumonía neumocística en los humanos la cual es producida por la especie Pneumocystis jirovecii y afecta principalmente a aquellos que tengan SIDA.

## Especies
El género Pneumocystis contiene las siguientes especies:
- Pneumocystis jirovecii (también P. carinii)
- Pneumocystis murina
- Pneumocystis oryctolagi
- Pneumocystis wakefieldiae